# Chiesa dei Santi Cornelio e Cipriano (Trivolzio)
La chiesa dei Santi Cornelio e Cipriano è la parrocchiale di Trivolzio, in provincia e diocesi di Pavia; fa parte del vicariato IV.

## Storia
La prima citazione della pieve di Trivolzio si ritrova nelle Rationes decimarum della diocesi di Pavia, redatte tra il 1322 e il 1323; essa fu menzionata pure nei registri che il cancelliere diocesano Albertolo Griffi tenne tra il 1370 e il 1420.
Nel 1460 Amicus de Fossulanis, compiendo la sua visita, trovò che la pieve estendeva la sua giurisdizione sulle chiese di Trovo, Mirago, Vellezzo, Rognano, Villarasca, Papiago, Marcignago, Battuda, Zelata e Bereguardo.
Nel XV secolo fu eretta la torre campanaria; nel 1558, anno in cui a Trivolzio si insediò una comunità di Terziari Francescani, in paese esistevano due chiese contigue, che ben presto vennero demolite per farne sorgere al loro posto una nuova.
Da una descrizione della chiesa contenuta negli atti relativi alla visita del 1564 si apprende che essa versava in buone condizioni e che era dotata di un solaio ligneo e di tre altari laterali dedicati a San Giovanni, a San Fermo e alla Vergine Maria; nel 1576 Angelo Peruzzi giunse alla chiesa ed annotò che essa era inserita nel vicariato di Mirabello.
Nel 1620 iniziarono i lavori di rifacimento e di ammodernamento della pieve, i quali furono portati a compimento verso il 1660; se nel 1769, quando la chiesa era compresa nel vicariato di Marcignago, il clero a servizio della cura d'anime risultava composto solo dal parroco, nel 1807 esso risultava composto invece dal parroco e due cappellani.
Grazie alla relazione della visita pastorale del 1898 del vescovo di Pavia  si conosce che nella pieve avevano sede le confraternite del Santissimo Sacramento, del Santo Rosario, le Pie Unioni delle Figlie di Maria e della Sacra Famiglia e la congregazione del Terz'Ordine di San Francesco d'Assisi.
Nel 2007 partì un intervento di ristrutturazione del tetto, che si concluse l'anno successivo.

## Descrizione

### Facciata
La facciata della chiesa, che è a salienti, è suddivisa da una cornice marcapiano in due registri, nell'inferiore dei quali si aprono i tre portali d'ingresso e due nicchie ospitanti le statue di San Francesco d'Assisi e do Santa Margherita da Cortona, e quello superiore vi sono alte due nicchie con i simulacri di San Luigi IX e di Santa Elisabetta d'Ungheria; a coronare il tutto è il timpano di forma triangolare, al centro di quale è presente un dipinto ritraente San Riccardo Pampuri.

### Interno
L'interno, che ospita le spoglie di san Riccardo Pampuri, è suddiviso in tre navate, sulle quali si affacciano le cappelle laterali del battistero, di Sant'Antonio Abate, della Beata Vergine Immacolata, di San Giuseppe, di Sant'Antonio da Padova e di Sant'Anna; le opere di maggior pregio qui conservate sono i dipinti del presbiterio, raffiguranti gli Evangelisti, San Siro, storie di San Francesco d'Assisi, il figlio prodigo e Gesù tra i fanciulli, dipinti nel XX secolo da Luigi Migliavacca.